# René Enríquez
René Enríquez (Granada, 24 novembre 1933 – Tarzana, 23 marzo 1990) è stato un attore nicaraguense naturalizzato statunitense.

## Filmografia parziale

### Cinema
- Ragazza per un'ora (Girl of the Night), regia di Joseph Cates (1960)
- Il dittatore dello stato libero di Bananas (Bananas), regia di Woody Allen (1971)
- Serpico, regia di Sidney Lumet (1973) - non accreditato
- Harry e Tonto (Harry and Tonto), regia di Paul Mazursky (1974)
- Sotto tiro (Under Fire), regia di Roger Spottiswoode (1983)
- Professione giustiziere (The Evil That Men Do), regia di J. Lee Thompson (1984)
- A prova di proiettile (Bulletproof), regia di Steve Carver (1988)

### Televisione
- Katherine - Storia di una terrorista (Katherine) – film TV (1975)
- La maschera del sole (High Risk) – film TV (1976)
- Panico in Echo Park (Panic in Echo Park) – film TV (1977)
- Terrore a Lakewood (It Happened at Lakewood Manor) – film TV (1977)
- Sulle strade della California (Police Story) – serie TV, 2 episodi (1977-1978)
- Charlie's Angels – serie TV, un episodio (1978)
- La sindrome di Lazzaro (The Lazarus Syndrome) – film TV (1979)
- Accidenti che caos (Gridlock) – film TV (1980)
- Quincy (Quincy, M.E.) – serie TV, 2 episodi (1980-1981)
- Le impronte della vita (Choices of the Heart) – film TV (1983)
- Hill Street giorno e notte (Hill Street Blues) – serie TV, 109 episodi (1981-1987)
- Perry Mason: Morte di un editore (Perry Mason: The Case of the Scandalous Scoundrel) – film TV (1987)
- Full Exposure: The Sex Tapes Scandal – film TV (1989)

## Doppiatori italiani
Nelle versioni in italiano delle opere in cui ha recitato, René Enríquez è stato doppiato da:
- Sergio Fiorentini in Charlie's Angels
- Sergio Matteucci in Hill Street giorno e notte
- Eugenio Marinelli in Le impronte della vita
- Luciano De Ambrosis in Professione giustiziere